# Kohod
Kohod is een bestuurslaag in het regentschap Tangerang van de provincie Banten, Indonesië. Kohod telt 6272 inwoners (volkstelling 2010).